# 山ノ内真理子
山ノ内真理子（やまのうち まりこ、1947年5月18日 - ）は、日本の女優・声優。

## 人物
多摩芸術学園演劇科卒業。劇団青年座に所属していた。
趣味・特技はモダンバレー、三味線。

## 出演作品

### テレビドラマ
- 特捜最前線第46話「判決・私を売った女!」
- いごこち満点 - 沢口梨花 役

### アニメ
- ザ☆ウルトラマン ※山内真理子とクレジット
- じゃりン子チエ（アントニオJr.（初代）[3]）
- タイムボカンシリーズ
  - ゼンダマン（ガブリンタンク、お婆さん）
  - タイムパトロール隊オタスケマン（1980年 - 1981年、ヒネボット[4]）